# Dorysthenes forficatus
Dorysthenes forficatus är en skalbaggsart som först beskrevs av Johan Christian Fabricius 1793.
Dorysthenes forficatus ingår i släktet Dorysthenes och familjen långhorningar. Inga underarter finns listade i Catalogue of Life.